# Nahal Hadera
Le Nahal Hadera (hébreu : נחל חדרה), est l'un des principaux cours d'eau côtiers d'Israël.

## Description géographique

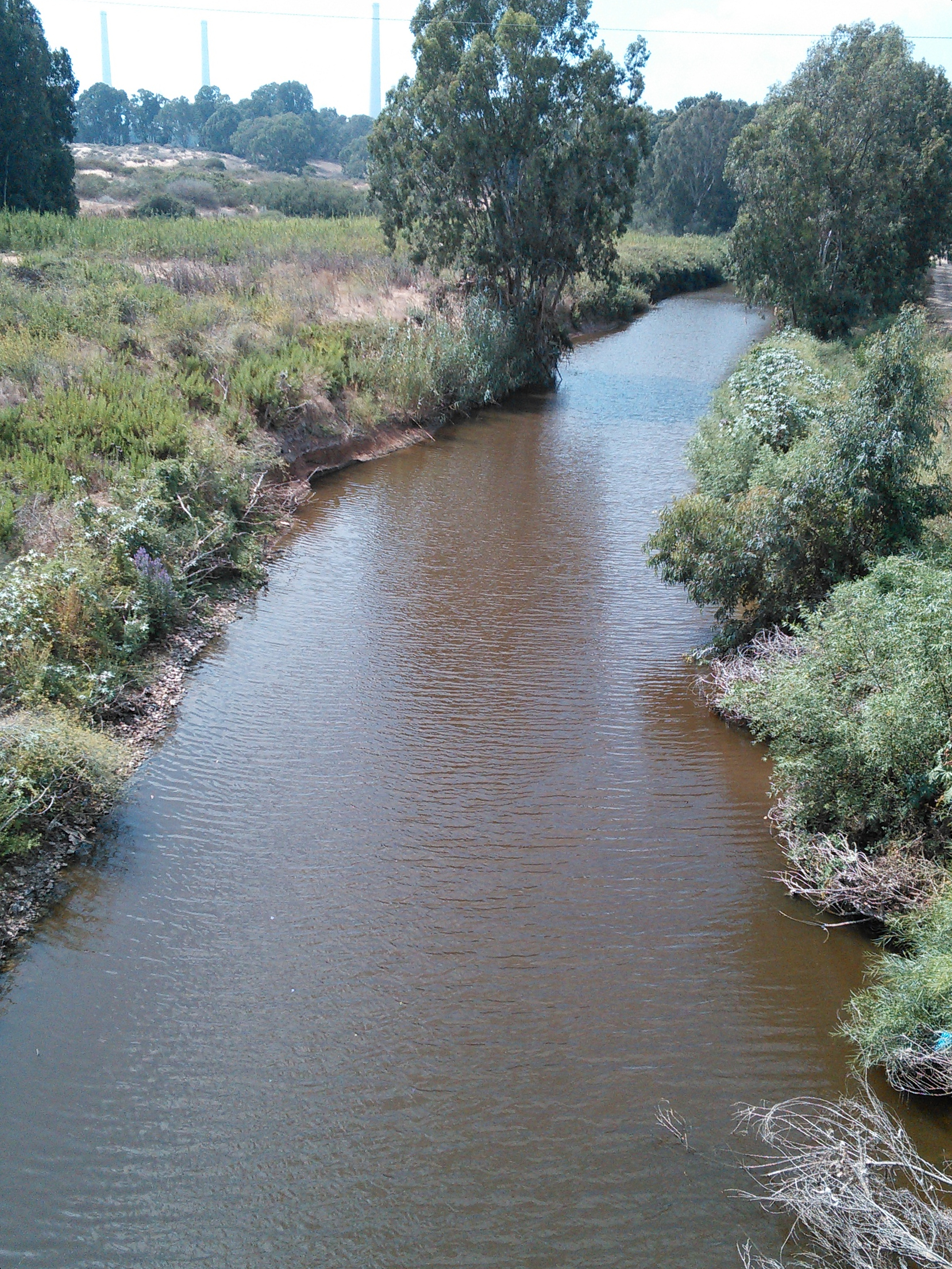
Le petit cours d'eau de Nzhal Hadera dans la plaine de Sharon.

Le Nahal Hadera est avant tout un petit fleuve côtier d'Israël,  tributaire de la mer Méditerranée. Son cours, qui s'étire sur une cinquantaine de kilomètres, en fait l'un des plus longs émissaires côtiers du pays  mais, du fait de sa faible déclivité lors de son entrée dans la plaine de Sharon, c'est un petit fleuve lent et tranquille. De plus,  c'est un cours d'eau au régime très saisonnier, avec des eaux abondantes en hiver et au printemps, et un cours souvent à sec dans la partie supérieure et moyenne de son cours lors de la saison estivale.
Il prend sa source au-delà des limites du territoire d'Israël, dans la partie orientale de la vallée de Dothan,  qui se présente comme une vallée tectonique fertile, favorable  aux pâturages, et relevant de la Cisjordanie. Depuis son lieu de source, ce modeste cours d'eau serpente, en direction de l'Ouest, entre les collines sèches de la Samarie occidentale, en un parcours particulièrement sinueux, puis se dirige vers le Nord de Mevo Dothan,  un kibboutz implanté entre Hermesh, au nord, et Nazla al-Sharqiyah, au sud. Ensuite, il entre en terre d'Israël entre Maor et Sde Yitzhak  des villages agricoles dans la plaine côtière israélienne. Par la suite, le Nahal Hadera prend définitivement la direction de l'ouest, s'écoulant très lentement du fait de la faible pente des terrains qu'il draine, avant d'atteindre la ville de Hadera, dans les quartiers nord de la station balnéaire. C'est dans une modeste embouchure qu'il se jette dans la Mer Méditerranée,  après avoir traversé le parc urbain de la ville, le Hadera River Park.
Le Hadera River Park, qui est situé entre Givat Olga à l'ouest de Hadera et la centrale électrique de Orot Rabin de Hadera, est un parc urbain de 750 hectares qui s'étire sur une longueur de 1,3 km le long du petit fleuve côtier aménagé en promenade . Un barrage a été  construit près de l'endroit où le parc du fleuve est longé par l'autoroute littorale d'Israël afin de protéger le cours d'eau qui a été assaini de toute pollution à venir.

## Galerie

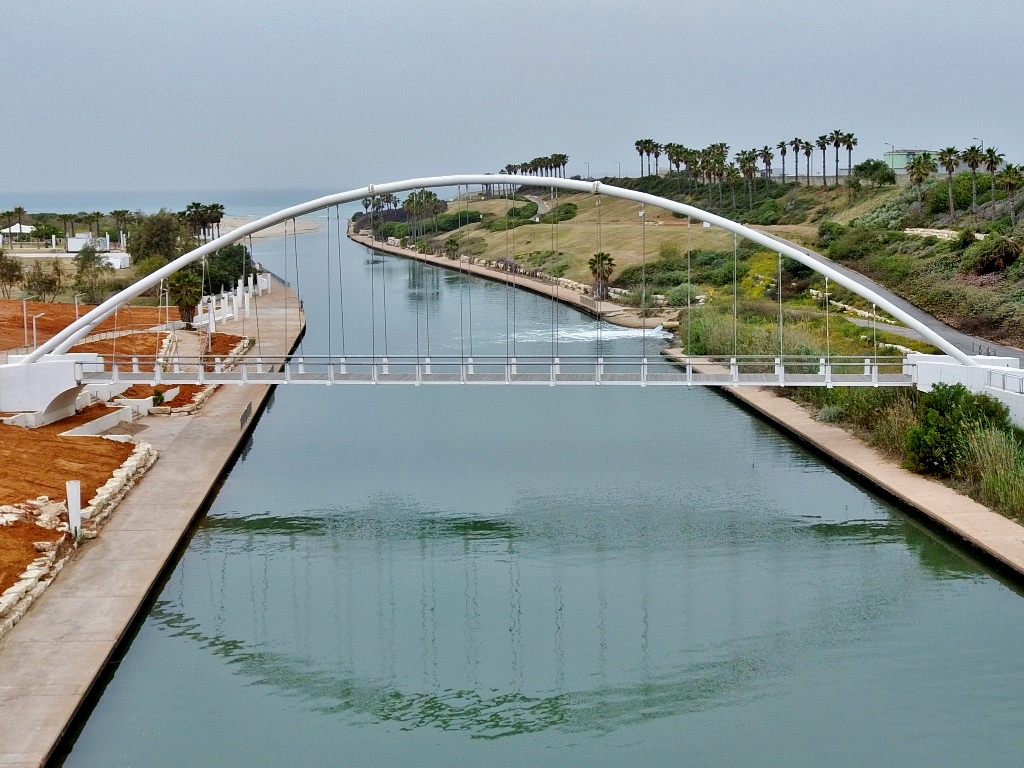
Le Nahal Hadera avant son embouchure dans la mer Méditerranée.

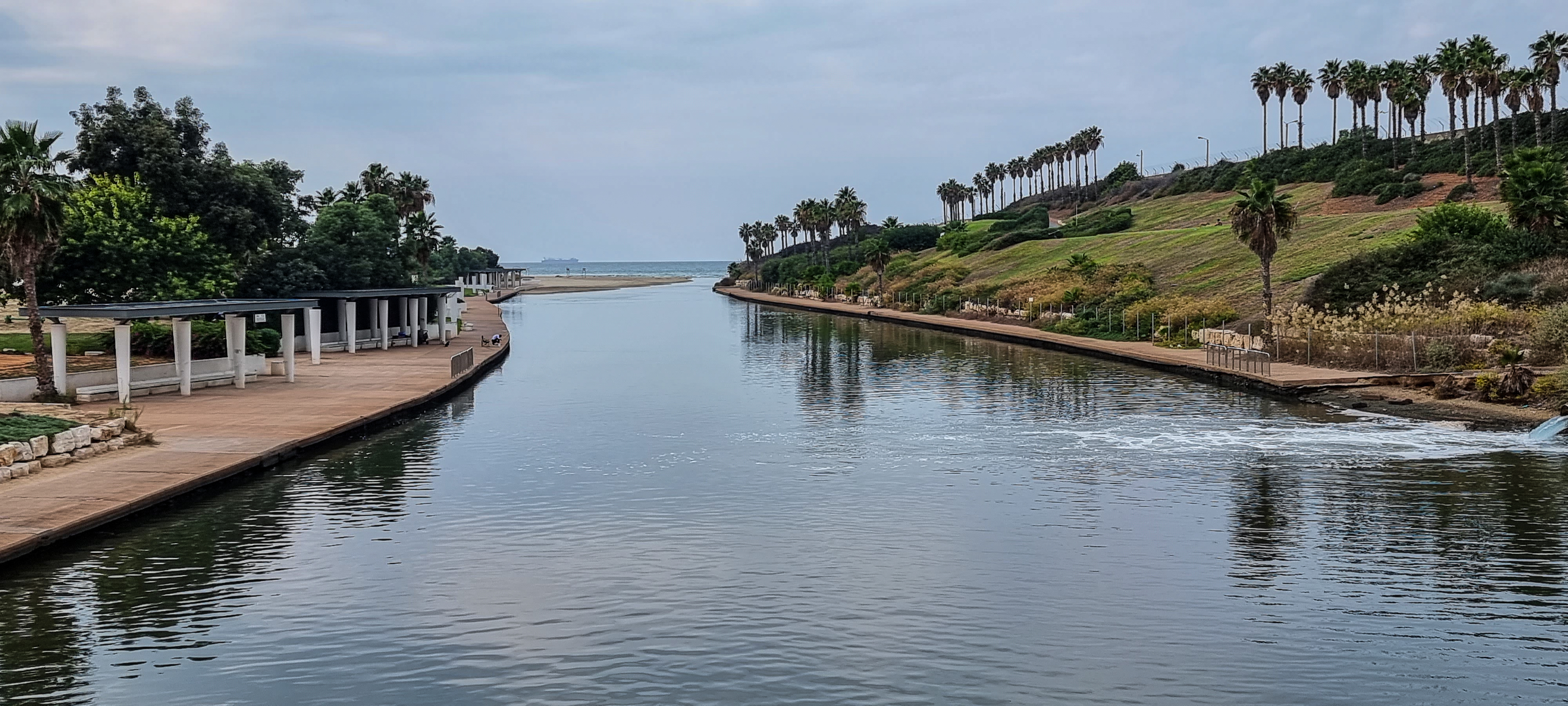
Le parc de Nahal Hadera est drainé par le fleuve côtier éponyme.

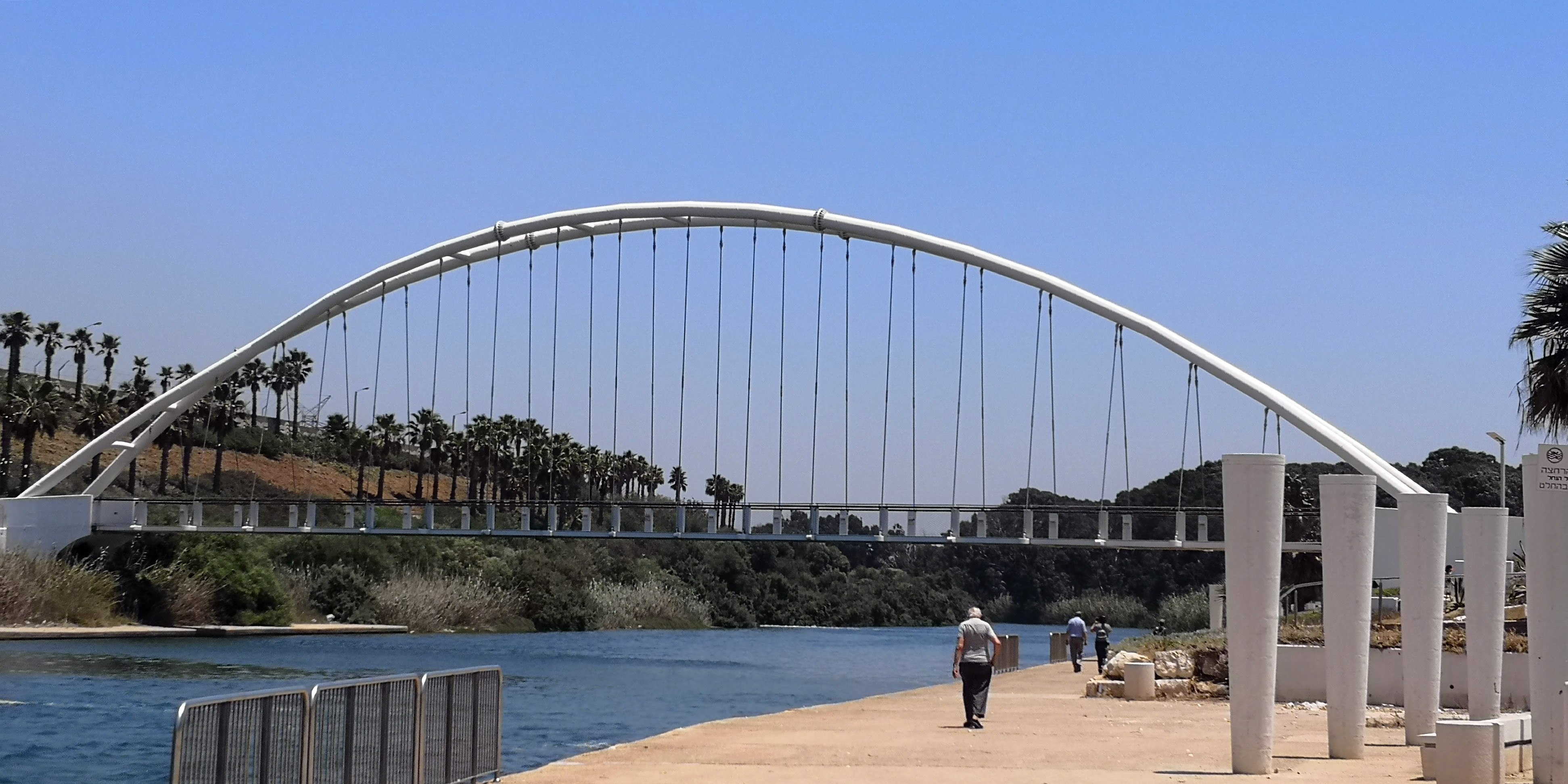
Le Nahal Hadera coule dans le parc urbain de la ville de Hadera.

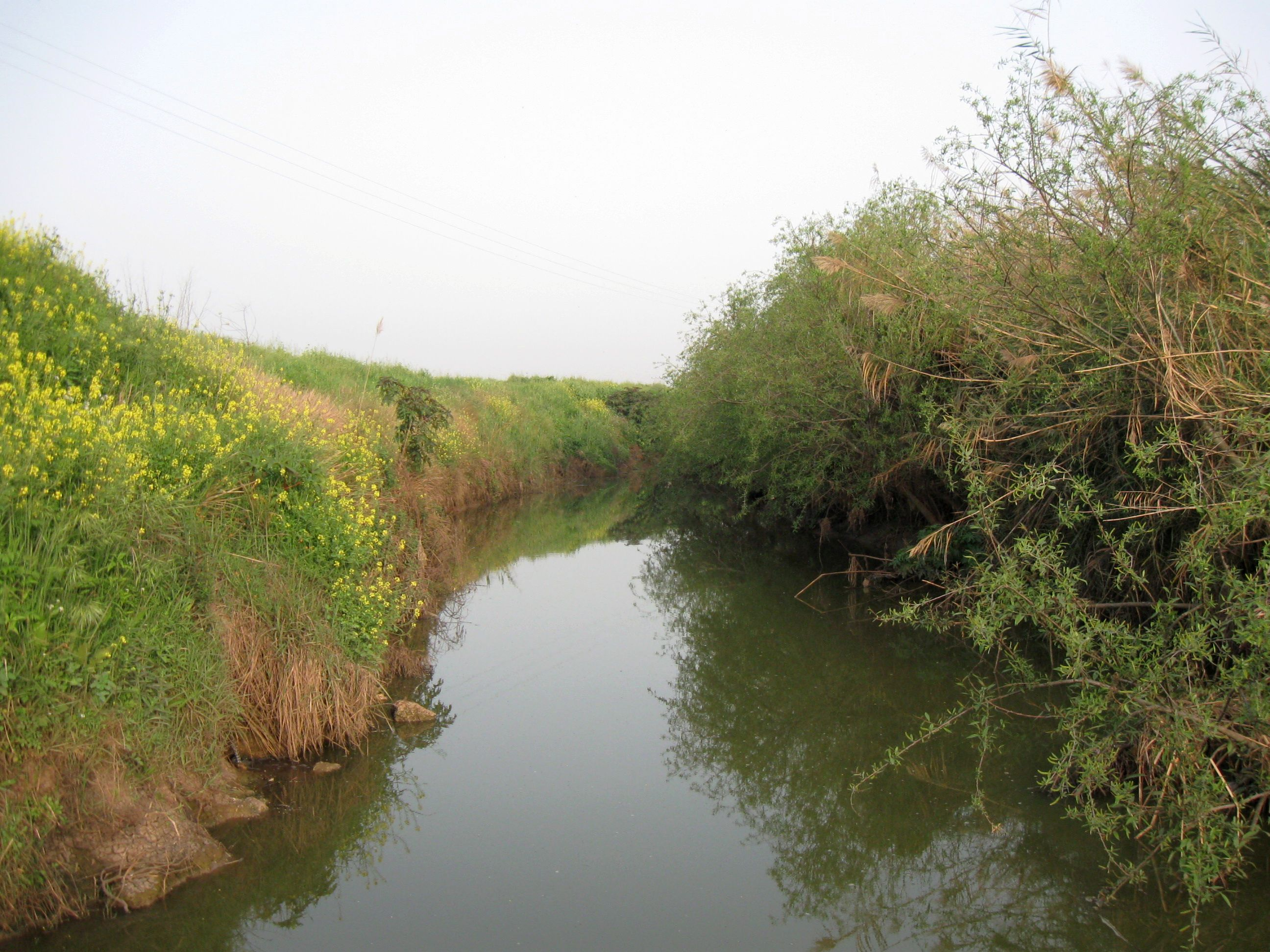
Le Nahal Hadera, au cours étroit, coule dans une vallée arborée.

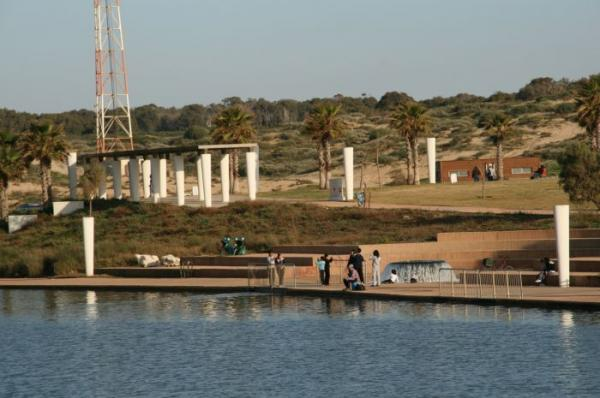
La centrale d'Orot Rabin près du Nahal Hadera.

## Articles externes
- Le Nahal Hadera dans Encyclopaedia Britannica | Encyclopaedia Britannica
- Le Nahal Hadera selon les données du KKL  :The Hadera River (Texte en anglais)